# Make a Move (single)
Make a Move is een nummer van de Amerikaanse zanger Gavin DeGraw uit 2013. Het is de derde single van zijn gelijknamige vierde studioalbum.
"Make a Move" is een vrolijk popnummer. Het gaat over het moment dat je net in een relatie zit, waardoor je steeds door een roze bril kijkt. Het nummer werd enkel in Nederland een bescheiden succesje; het haalde er de 2e positie in de Tipparade.